# Giardini della Lizza
I giardini della Lizza, o semplicemente la Lizza, sono il principale parco pubblico del centro storico di Siena, in Toscana.
Il parco si configura come un ampio spazio aperto di forma triangolare, che si estende nella contrada dell'Istrice tra la piazza della Lizza propriamente detta, adiacente a piazza Gramsci, e la Fortezza Medicea, al confine con il quartiere di San Prospero. I giardini sono delimitati a nord dal viale Rinaldo Franci e a sud dal viale Cesare Maccari, sui quali affacciano alcuni edifici monumentali. Al limite nord-orientale dei giardini, all'imbocco di via dei Gazzani, si trova la chiesa di Santo Stefano alla Lizza.

## Storia

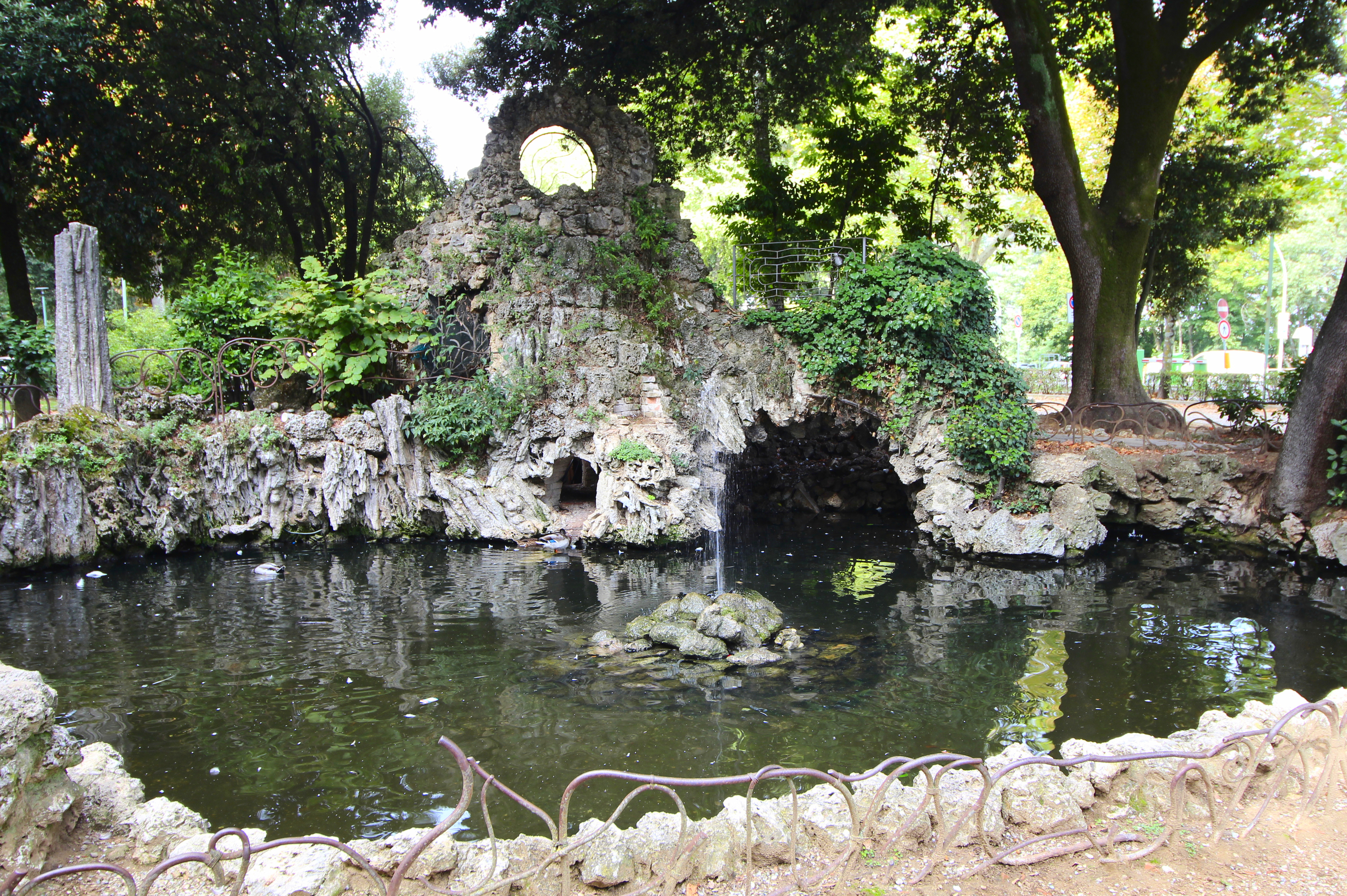
La fontana della Lizza

L'ampia area della Lizza, al limite nord-occidentale del centro storico presso il forte di Santa Barbara, ospitò in passato la scuola di equitazione. Qui si svolgevano anche le esibizioni dei cavalieri "in lizza" – da cui il nome – che vi tenevano esercitazioni e tornei, e celebri erano le sfilate onorifiche dei "cento uomini d'arme", la milizia cavalleresca istituita da Cosimo I de' Medici nel 1568, composta dai nobili della città e del contado. Un altro odonimo che testimonia la funzione della Lizza è conservato nel "vicolo del Cavallerizzo", che collega l'area alla via dei Montanini.
Tuttavia, già allora la zona della Lizza era utilizzata dalla popolazione senese quale luogo di passeggio, considerata l'urbanistica medievale della città che non prevedeva al suo interno altri spazi aperti così ampi. Agli inizi del XVIII secolo, così la Lizza era descritta dal poeta Girolamo Gigli: «questo verde colle, il quale con tanto comodo e delizia serve alla ricreazione di tutto il paese nei giorni della state, e particolarmente sul tramontar del sole, quando ritornate dal passeggio di Camollia le carrozze in questo luogo si fermano, siccome tutto il popolo d'ogni condizione confusamente colla nobiltà sul letto di questa erbetta viene a ristorarsi senza soggezione di contegno, o di complimento».
La prima sistemazione dell'area a verde pubblico avvenne a partire dal gennaio 1778 su progetto di Antonio Matteucci, con la collaborazione del giardiniere Leopoldo Prucker, quando fu deciso di "spianare il prato della Lizza e di allargare lo stradone che conduce alla fortezza". I lavori terminarono nel 1779 e la Lizza si affermò come luogo di ritrovo e aggregazione per eccellenza della borghesia cittadina.
Nel novembre 1861 venne inaugurato da Francesco Montemaggi il teatro della Lizza, dove l'11 agosto 1867 Giuseppe Garibaldi tenne il suo discorso durante la visita a Siena.
Tra il 1869 e il 1872 l'area fu interamente rinnovata su progetto di Pietro Marchetti, trasformandola in un parco pubblico di dimensioni maggiori, suddiviso tra zone di passeggio e transito delle carrozze. Venne rinnovato il verde pubblico e vi furono realizzati una fontana dotata di orologio ad acqua e un palco in muratura per spettacoli musicali, oltre all'apertura di un caffè presso l'ingresso della Fortezza. Nel 1896 fu inaugurata al centro del parco la statua equestre di Giuseppe Garibaldi di Raffaello Romanelli.
Tra la fine del XIX e la prima metà del XX secolo, una serie di nuove costruzioni andarono a delineare il perimetro dei giardini, come il Grand Hotel Royal nel 1875, il rifacimento del teatro su progetto di Augusto Corbi nel 1884, l'Asilo monumento inaugurato alla presenza di re Vittorio Emanuele III nel 1924 e la casa del Mutilato nel 1930. Il 19 febbraio 1933 il tetto del teatro della Lizza crollò a causa di una nevicata, portando alla sua definitiva chiusura; in seguito trasformato nel dancing "Il giardino dei tigli", fu demolito nella metà degli anni 1970 per permettere la costruzione del nuovo palazzo di Giustizia.
Nel 1994 vi fu collocato dalla contrada dell'Istrice il monumento al cavallo dell'artista Sandro Chia, raffigurante un cavallo con il suo puledro, simbolo dell'amore di Siena per questo animale.

## Edifici e monumenti
Monumento a Giuseppe Garibaldi
Il monumento equestre a Giuseppe Garibaldi fu voluto dal consiglio comunale di Siena dopo la morte del generale e venne realizzato a partire dal 1891 dallo scultore Raffaello Romanelli. L'opera fu inaugurata il 20 settembre 1896, nell'anniversario della presa di Roma. Il monumento equestre raffigura Garibaldi in abiti risorgimentali, con la spada a fianco e lo sguardo rivolto ai suoi uomini. Sul basamento sono scolpiti due bassorilievi raffiguranti lo sbarco a Marsala e la battaglia di Mentana, e sono riportati i nomi di numerose battaglie garibaldine.
Monumento al cavallo
Il monumento raffigura un cavallo in posa fiera, da battaglia, affiancato dal suo puledro e fu donato dall'artista Sandro Chia alla contrada dell'Istrice e posizionato nel 1994.
Casa del Mutilato
La casa del Mutilato si trova all'inizio di viale Cesare Maccari, strada che segna il perimetro meridionale dei giardini. Si presenta in stile razionalista ed è stata inaugurata il 27 aprile 1930 alla presenza di Carlo Delcroix, presidente dell'ANMIG.
Asilo monumento

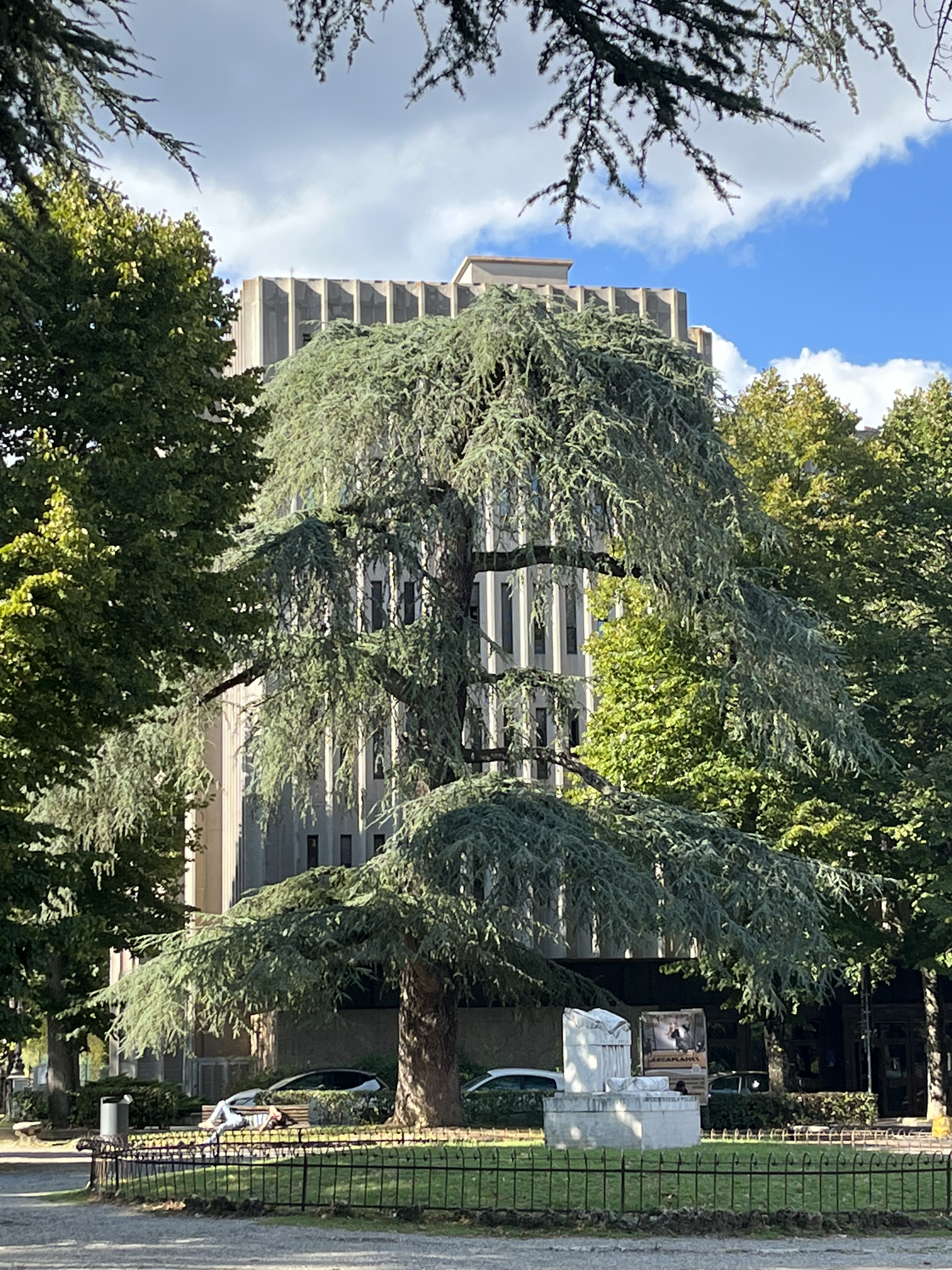
Il palazzo di Giustizia

L'Asilo monumento è situato ai margini dei giardini lungo viale Rinaldo Franci, si tratta di un edificio in stile eclettico, con un porticato a colonne ioniche, costruito in memoria dei caduti della prima guerra mondiale. Progettato dall'architetto Vittorio Mariani, fu inaugurato il 28 settembre 1924 alla presenza di re Vittorio Emanuele III. L'edificio sorge sul luogo dove nel 1554 venne distrutta dai senesi la fortezza costruita dagli spagnoli.
Palazzo di Giustizia
Il palazzo ospita il Tribunale di Siena ed è situato in viale Franci, di fianco all'Asilo monumento. È stato progettato dall'architetto Pierluigi Spadolini e costruito tra la fine degli anni 1970 e i primi anni 1980. In questo luogo sorgeva in precedenza il teatro della Lizza, inaugurato nel 1861.
Palazzo Bernardi Avanzati
L'edificio si affaccia sulla piazza della Lizza che delimita a est i giardini, adiacente alla piazza Gramsci, con il retro che dà su via dei Montanini. Si tratta di una palazzina in stile rococò del 1720, fatta costruire dal cantante lirico Francesco Bernardi detto il Senesino.
Palazzo Zuccantini Zondadari
L'elegante palazzo situato sulla Lizza, in angolo con via Sasso di San Bernardino e piazza Gramsci, venne costruito alla metà del XVI secolo, con la facciata principale su via dei Montanini. L'edificio venne acquistato nel 1875 dal fiorentino Filippo Betti che lo trasformò nel Grand Hotel de Sienne, poi divenuto Grand Hotel Royal, una delle tre strutture alberghiere di lusso di Siena, insieme al Continental e all'Aquila Nera. L'albergo chiuse nel luglio 1932. L'interno presentava una hall in stile liberty e una scala con decorazioni in ghisa a forma di sfingi.